# Manfredo II Lancia
Manfredo II Lancia o Lança (1185/1195 – Asti, 1257 o 1258) è stato marchese di Busca, figlio primogenito di Manfredi I; fu vicario imperiale e fedele seguace di Federico II.

## Biografia
Nel 1216 Mainfredus Lancia è già nunzio di Federico II in Piemonte e successivamente lo seguì nel Meridione d'Italia. Intorno al 1230 è uno dei suoi fedeli più vicini, nel periodo in cui dalla relazione dell'imperatore con Bianca Lancia, nipote dello stesso Manfredo, nacquero Costanza e Manfredi, destinato a diventare re di Sicilia.
Accompagnò Federico II anche nella sua spedizione in Germania del 1235, in seguito alla quale ebbe l'incarico di scortare in Puglia il ribelle figlio dell'imperatore e re dei Romani, Enrico.
Nel 1238 Manfredo assunse la carica di vicario generale dell'Impero. Fu poi nominato per molti anni podestà di Alessandria.
Negli anni seguenti alternò azioni diplomatiche a interventi militari spesso tesi a riportare l'autorità imperiale sui Comuni che tentavano di ribellarsi (Alessandria, Vercelli, Brescia, Piacenza, Crema, Milano), ma talvolta finalizzati a consolidare il proprio controllo sulle terre feudali di famiglia nel Piemonte meridionale. Nell'estate del 1245 papa Innocenzo IV scomunicò Manfredo, insieme a Federico II e a re Enzo.
Nel gennaio 1248 gli fu affidata la custodia di Vittoria, la nuova città che l'imperatore aveva fondato in opposizione alla guelfa Parma: il comportamento di Manfredo fu ineccepibile se è vero che Federico non gli imputò la seguente sconfitta delle truppe imperiali a Vittoria. Per un breve periodo ebbe anche diritto di coniare moneta, come risulta da alcuni denari piccoli e grossi pervenuti sino a noi.
Alla morte dell'imperatore (13 dicembre 1250), Manfredo sfuggì ai guelfi di Lodi e si trasferì in Piemonte. Quando giunse in Italia Corrado IV, legittimo erede di Federico, Manfredo cercò di rinnovare il patto di fedeltà, ma gli fu preferito Oberto Pelavicino; questa scelta e il duro trattamento che l'imperatore riservò ai Lanza di Sicilia, lo indussero nel 1252 a passare spregiudicatamente nel partito guelfo. Così il 1º gennaio 1253 egli accettò la carica di podestà e capitano di guerra del Comune di Milano e poi di Novara.
Alla morte di Corrado IV (maggio 1254), si impegnò militarmente a difendere i suoi possessi in Piemonte: ma fu attaccato nel settembre del 1257 dai pavesi, dagli alessandrini e dal marchese di Monferrato e fu probabilmente ferito a morte in occasione di questo scontro, perché successivamente il suo nome scompare dalle fonti (nell'agosto del 1259 Isolda è documentata figlia del defunto marchese Lancia).

### Discendenza
Si ritiene "suo probabile figlio un Oberto Lanza, attestato in Piemonte nel 1256, e si può pensare che lo fossero, insieme con Isolda (Isotta), andata sposa a Bertoldo di Hohenburg, tutore di re Manfredi, anche un altro Manfredi (III) presente nel Regno dal 1251 e, forse, Beatrice, badessa di Santa Maria di Messina dal 1250 al 1263. Sembra meno probabile che siano da considerare tali anche Galvano e Federico (il primo adulto almeno dal 1240) che furono più verosimilmente suoi nipoti ex fratre, benché le connessioni rimangano assai difficili da stabilire".